# Ruhrolympiade
Die Ruhrolympiade ist ein regionaler Sportwettbewerb. Jedes Jahr treffen sich die besten Nachwuchssportler aus bis zu 17 Städten und vier Kreisen des Ruhrgebiets und der Rheinschiene, um sich in einer Städtevergleichswertung sowie beim Wettbewerb um die Titel der Ruhrolympiade-Sieger zu messen. Es gilt als das größte regionale Jugendsportevent in Europa.
Die Ruhrolympiade geht auf eine Initiative des Stadtsportbundes Bochum zurück. Am 18. September 1964 traten erstmals in der Ruhrlandhalle in einem Jugendsportwettbewerb 2000 Beteiligte gegeneinander an. Anfang der 1970er Jahre wurden die Wettbewerbe in 22 Sportarten ausgetragen. Ab 1980 wurde der Wettbewerb dann offiziell „Ruhrolympiade“ genannt.
2010 fand die Veranstaltung in Duisburg statt, wo vom 29. Mai bis zum 6. Juni 9000 Aktive an den Start gingen.